# 達里婭·潘娜科娃
達里婭·潘娜科娃（俄语：Дарья Сергеевна Паненкова，2002年12月8日—）生於莫斯科，是一名俄羅斯花式滑冰運動員，2017-2018年度青年組大獎賽總決賽第五。潘娜科娃6歲時開始練習滑冰。